# Гребінь (Пуховицький район)
Гребінь (біл. вёска Грэбень) — село в складі Пуховицького району Мінської області, Білорусь. Село підпорядковане Новопольській сільській раді, розташоване в центральній частині області.